# Kalendarium powstania warszawskiego – 14 sierpnia

## 14 sierpnia, poniedziałek

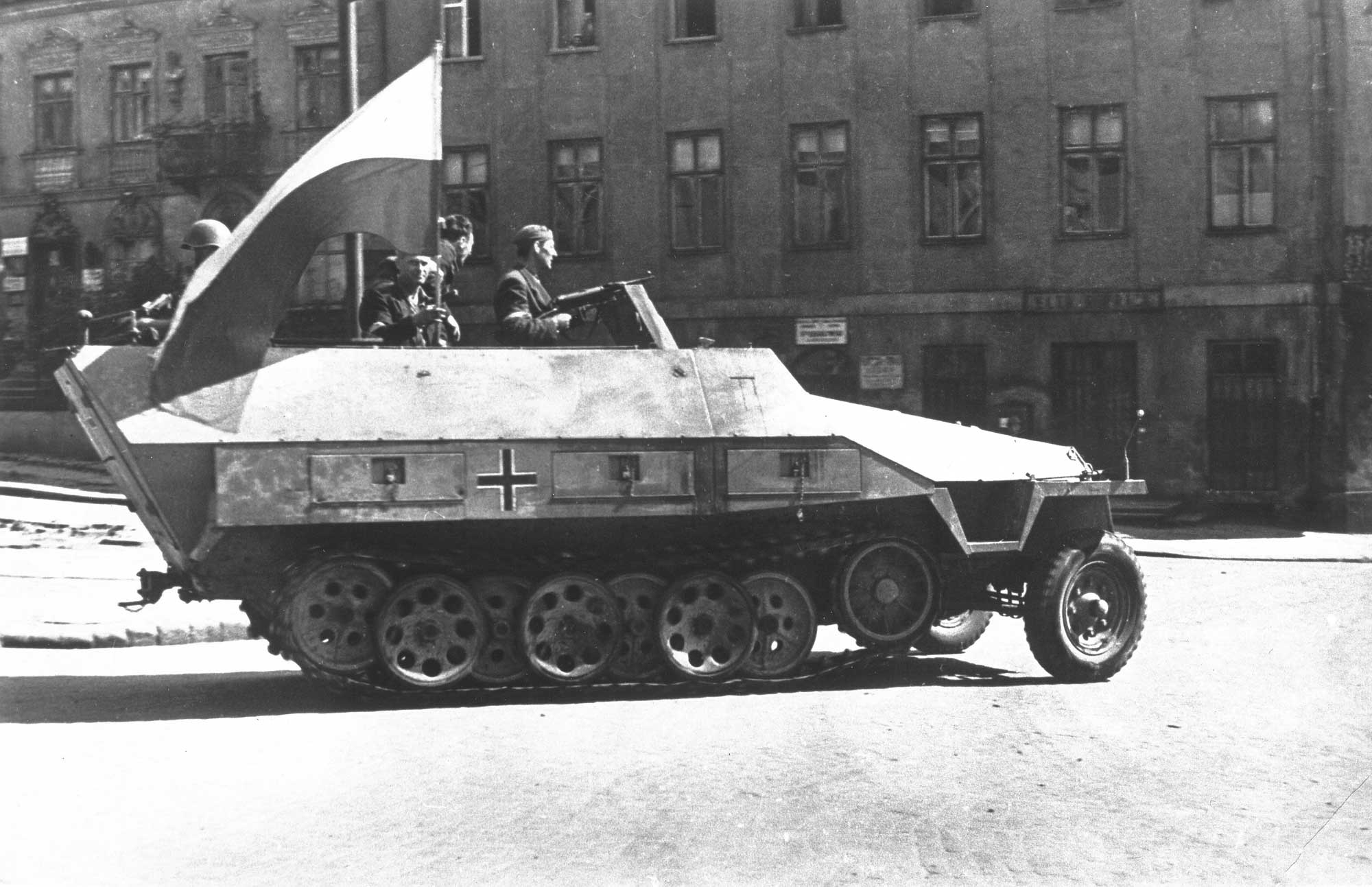
Zdobytu przez powstańcow transporter opancerzony, znany później jako „Szary Wilk”

Tego dnia najcięższe walki toczyły się na Starym Mieście. W obronie pałacu Blanka, ul. Miodowej i ul. Senatorskiej zniszczono 3 czołgi niemieckie.
Kompania SS brygady Dirlewangera nakazuje ewakuację Szpitala Maltańskiego przy ul. Senatorskiej. Szpital ten wyjątkowo uniknął tragedii. Pacjenci (ok. 200 osób) zostali przeniesieni na stronę polską.
Próby nawiązania łączności Starego Miasta z Żoliborzem.
W walkach o Uniwersytet Warszawski AK-owcy zdobywają transporter opancerzony należący do 5. Dywizji Pancernej SS „Wiking”. Żołnierze batalionu „Kiliński” w walkach przy Alejach Jerozolimskich 32 biorą do niewoli 17 żołnierzy 4. batalionu grenadierów wschodniopruskich, którzy twierdzą, że ich kompania do tego dnia poniosła w powstaniu 50% strat.
Bór-Komorowski wydaje rozkaz skierowany do uzbrojonych jednostek AK poza Warszawą, nakazujący marsz na pomoc walczącej stolicy:
Nakazuję skierować natychmiast najbardziej pospiesznymi marszami wszystkie rozporządzalne, dobrze uzbrojone jednostki z zadaniem bicia sił nieprzyjaciela, znajdujących się na peryferiach i przedmieściach Warszawy i wkroczenia do walki wewnątrz miasta.
W nocy z 13 na 14 sierpnia w natarciu na pozycje oddziałów SS przy ul. Narbutta zginął kpt. Piotr Słowikowski.
Tego dnia na Starym Mieście poległa Halina Piasecka, łączniczka ppłk. Jana Mazurkiewicza. Zginęli także por. Jerzy Jagiełło, sanitariuszka Barbara Zmysłowska i dramaturg Antoni Wysocki. Poległ NN Francuz, strzelec o pseudonimie „Rosi”, żołnierz II kompanii batalionu „Tum” Zgrupowania „Kryska”, walczący na Czerniakowie.
Niemiecka obrona przeciwlotnicza zestrzeliła samolot Liberator EV 961 ze 178 dywizjonu RAF, który spadł do Jeziorka Kamionkowskiego.